# Troilo I de' Rossi
Troilo I de' Rossi (San Secondo Parmense, 1462 circa – San Secondo Parmense, prima decade di giugno 1521) è stato un condottiero italiano, primo marchese di San Secondo.

## Biografia
Figlio di Giovanni Rossi "il Diseredato" e di Angela Scotti, nacque intorno al 1462. Fu al servizio dei Francesi e nel 1500 seguì il re Luigi XII di Francia nella conquista del ducato di Milano. In questa occasione gli furono restituite molte terre e castelli sottratti al nonno da Ludovico il Moro e finite nelle mani degli Sforza; dal momento che, però, non fu possibile reinsediarlo in tutti i possedimenti che la famiglia controllava ai tempi di Pier Maria II, fu elevato da re di Francia al rango di marchese di San Secondo come compensazione il 15 agosto 1502. Nel 1505 sempre Luigi XII lo nominò senatore di Milano e gli consentì di entrare in possesso dell'eredità lasciatagli dallo zio Bertrando nel 1502 dietro il pagamento della somma di 8000 fiorini con la promessa di impegnarsi a non riabilitare mai il cugino Filippo Maria, acerrimo rivale di Troilo in quanto figlio dell'erede designato alla successione di Pier Maria II.
Nel 1503 sposò la contessa Bianca Riario, figlia di Girolamo, signore di Forlì e di Imola, sorellastra di Giovanni dalle Bande Nere nipote del Papa Sisto IV e cugina di papa Giulio II, tale matrimonio gli consentì quindi di entrare nel grande gioco della politica italiana dell'epoca.
A San Secondo restaurò la Rocca riedificando i bastioni e le torri che erano state abbattute durante le guerre con gli Sforza, ampliando il perimetro della struttura difensiva.
Morì a San Secondo nel giugno 1521 lasciando il marchesato in una condizione di debolezza con giovani eredi ancora minorenni. Di tale situazione tentarono di approfittare i Rossi di Corniglio, capitanati da Filippo Maria e dal vescovo di Treviso Bernardo, discendenti di Guido de' Rossi, il figlio prescelto da Pier Maria II per la sua successione.

## Discendenza

Stemma dei Rossi di Parma.

Nel 1503 sposò Bianca Riario ed ebbero nove figli:
- Costanza (1503–?), sposò Girolamo degli Albizi di Firenze;
- Pietro Maria (1504–1547), secondo marchese di San Secondo, sposò Camilla Gonzaga, figlia di Giovanni Gonzaga signore di Vescovato;
- Gian Girolamo (1505–1564), vescovo di Pavia;
- Angela (1506–1573), sposò Vitello Vitelli e poi Alessandro Vitelli;
- Bertrando (1508–1527), militò negli eserciti di Carlo V;
- Alessandro (1512-?), sordomuto, uomo d'armi;
- Ettore (1515–1555), protonotario apostolico;
- Camilla (1516–1543), sposò Girolamo Pallavicino, marchese di Cortemaggiore;
- Giulio Cesare (1519–1554), sposò Maddalena Sanseverino (?-1551) contessa di Cajazzo e Colorno, figlia di Roberto Ambrogio Sanseverino, conte di Cajazzo.

## Ascendenza
|                         |   |                          | Genitori          |  |  | Nonni |  |  | Bisnonni               |  |  | Trisnonni       |  |
|                         |   |                          |                   |  |  |       |  |  | Pier Maria I de' Rossi |  |  | Bertrando Rossi |  |
|                         |   |                          |                   |  |  |       |  |  | Pier Maria I de' Rossi |  |  | Bertrando Rossi |  |
|                         |   | Eleonora Rossi           |                   |  |  |       |  |  | Pier Maria I de' Rossi |  |  |                 |  |
| Pier Maria II de' Rossi |   |                          |                   |  |  |       |  |  | Pier Maria I de' Rossi |  |  |                 |  |
|                         |   | Maria Giovanna Cavalcabò | Ugolino Cavalcabò |  |  |       |  |  |                        |  |  |                 |  |
|                         |   | Maria Giovanna Cavalcabò | Ugolino Cavalcabò |  |  |       |  |  |                        |  |  |                 |  |
|                         |   | Maria Giovanna Cavalcabò | …                 |  |  |       |  |  |                        |  |  |                 |  |
| Giovanni de' Rossi      |   | Maria Giovanna Cavalcabò |                   |  |  |       |  |  |                        |  |  |                 |  |
|                         |   | Guido Torelli            | Marsiglio Torelli |  |  |       |  |  |                        |  |  |                 |  |
|                         |   | Guido Torelli            | Marsiglio Torelli |  |  |       |  |  |                        |  |  |                 |  |
|                         |   | Guido Torelli            | Elena d'Arco      |  |  |       |  |  |                        |  |  |                 |  |
| Antonia Torelli         |   | Guido Torelli            |                   |  |  |       |  |  |                        |  |  |                 |  |
|                         |   | Orsina Visconti          | Antonio Visconti  |  |  |       |  |  |                        |  |  |                 |  |
|                         |   | Orsina Visconti          | Antonio Visconti  |  |  |       |  |  |                        |  |  |                 |  |
|                         |   | Orsina Visconti          | Anastasia Carcano |  |  |       |  |  |                        |  |  |                 |  |
| Troilo I de' Rossi      |   | Orsina Visconti          |                   |  |  |       |  |  |                        |  |  |                 |  |
|                         | … | …                        |                   |  |  |       |  |  |                        |  |  |                 |  |
|                         | … | …                        |                   |  |  |       |  |  |                        |  |  |                 |  |
|                         | … | …                        |                   |  |  |       |  |  |                        |  |  |                 |  |
| Alberto Scotti Douglas  | … |                          |                   |  |  |       |  |  |                        |  |  |                 |  |
|                         |   | …                        | …                 |  |  |       |  |  |                        |  |  |                 |  |
|                         |   | …                        | …                 |  |  |       |  |  |                        |  |  |                 |  |
|                         |   | …                        | …                 |  |  |       |  |  |                        |  |  |                 |  |
| Angela Scotti Douglas   |   | …                        |                   |  |  |       |  |  |                        |  |  |                 |  |
|                         |   | …                        | …                 |  |  |       |  |  |                        |  |  |                 |  |
|                         |   | …                        | …                 |  |  |       |  |  |                        |  |  |                 |  |
|                         |   | …                        | …                 |  |  |       |  |  |                        |  |  |                 |  |
| …                       |   | …                        |                   |  |  |       |  |  |                        |  |  |                 |  |
|                         |   | …                        | …                 |  |  |       |  |  |                        |  |  |                 |  |
|                         |   | …                        | …                 |  |  |       |  |  |                        |  |  |                 |  |
|                         |   | …                        | …                 |  |  |       |  |  |                        |  |  |                 |  |
|                         |   | …                        |                   |  |  |       |  |  |                        |  |  |                 |  |